# Вороновское (Архангельская область)
Вороновское — деревня в Холмогорском районе Архангельской области.

## География
Находится в центральной части Архангельской области на расстоянии приблизительно 21 км на юг по прямой от административного центра района села Холмогоры на левобережье реки Северная Двина.

## История
Показана была еще на карте Шуберта (1826—1840 годы). В 1859 году здесь (деревня Холмогорского уезда Архангельской губернии) было учтено 4 двора. До 2015 года входила в Копачёвское сельское поселение, с 2015 по 2022 в Матигорское сельское поселение до его упразднения.

## Население
Численность населения: 31 человек (1859 год), 10 (русские 90 %) в 2002 году, 3 в 2010.